# Prosincový blok
Prosincový blok je  označení pro uskupení politických stran, které vzniklo v prosinci 1935 po abdikaci prezidenta československé republiky Tomáše G. Masaryka. 

## Pozadí prezidentské volby
Členy Prosincového bloku se staly
- Republikánská strana zemědělského a malorolnického lidu (Agrární)
- Československá živnostensko-obchodnická strana
- Národní sjednocení
- Národní obec fašistická
- Hlinkova slovenská ludová strana
- Sudetoněmecká strana

Cílem tohoto pravicového politického paktu, jehož iniciátorem se stali Agrárníci v čele s Rudolfem Beranem, byla snaha nominovat společného kandidáta na úřad prezidenta republiky proti Edvardu Benešovi, kterého navrhl jako svého nástupce Masaryk. Tímto kandidátem se stala nepolitická osobnost, profesor Univerzity Karlovy Bohumil Němec. 
Následovaly debaty mezi demokratickými stranami bloku s Hlinkovou ludovou stranou, která z něho následně vystoupila. Prosincový blok se poté rozpadl. Profesor Němec den před volbou svou kandidaturu stáhl. 18. prosince 1935 byl Edvard Beneš zvolen  druhého československého prezidenta. Hlasy mu odevzdali volitelé z řad národních socialistů, sociálních demokratů, lidovců, slovenských luďáků, agrárníků a živnostníků. Pro Beneše hlasovalo 340 poslanců a senátorů, Němec obdržel 24 hlasů a 76 hlasovacích lístků zůstalo prázdných.